# Clement Clarke Moore
Clement Clarke Moore, né le 15 juillet 1779 à Manhattan (New York) et mort le 10 juillet 1863 à Newport (Rhode Island), est un protestant professeur de théologie et de littérature grecque et orientale, ainsi qu'un poète. 
Il est l'auteur présumé du poème A Visit from St. Nicholas, qui a largement contribué à forger le canon moderne de la légende du père Noël dans sa version américaine.

## Biographie
Clement Clarke Moore est né le 15 juillet 1779 au domaine de Chelsea à Manhattan. Il est le fils unique de l'évêque Benjamin Moore (en) – qui a été à la tête du diocèse épiscopal de New-York et deux fois président de l'Université Columbia – et de Charity Clarke dont le père, le major Thomas Clarke était le propriétaire du domaine Chelsea. 
Cette propriété passe ultérieurement à Charity Clarke puis à Clement Clarke Moore, mais il grandit dans la résidence familiale de Elmhurst (Queens) dans le Queens.
Il est diplômé de l'université Columbia en 1798 où il obtient un baccalauréat universitaire ès lettres et une maîtrise.
Une des premières œuvres connues de Moore est un pamphlet anonyme pro-fédéraliste, publié avant l'élection présidentielle américaine de 1804, attaquant les opinions religieuses de Thomas Jefferson (en), président sortant et candidat du Parti républicain-démocrate.
Ce pamphlet, dont le titre est Observations upon Certain Passages in Mr. Jefferson's Notes on Virginia, which Appear to Have a Tendency to Subvert Religion, and Establish a False Philosophy (Observations sur certains passages dans les notes sur la Virginie de M. Jefferson, qui semblent avoir une tendance à la subversion religieuse, et à l'établissement d'une fausse philosophie) est une critique des Notes on the State of Virginia (en) publiés en 1785, dans lequel Moore conclu que Thomas Jefferson est un  instrument of infidelity.
Moore rédige  A Compendious Lexicon of the Hebrew Language, un lexique hébreu en 1809.

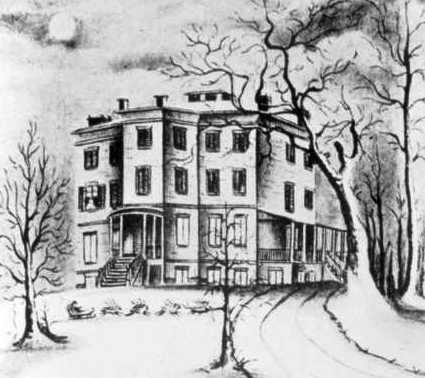
Dessin de Old Chelsea Mansion House du domaine de Chelsea réalisé par la fille de Moore, Mary C. Ogden. Première édition en couleur de A Visit from St. Nicholas (1855)

En dépit de son opposition au Commissioners' Plan de 1811 qui prévoyait le passage de la Neuvième Avenue au milieu de sa propriété, Moore participe au développement de Chelsea, allotissant son domaine le long de l'avenue pour les vendre aux nantis new-yorkais.
Clément Moore épouse en 1813, Catherine Elizabeth Taylor, alors âgée de dix-neuf ans, avec qui il a neuf enfants.
En 1820, Clement Clarke Moore aide la Trinity Church à fonder une nouvelle église paroissiale, Church of St. Luke in the Fields (en) sur Hudson Street. Il donne quelques arpents de terre — son verger de pommiers — au diocèse de New York pour être le site du General Theological Seminary où Moore devient professeur de littératures orientale et grecque de 1821 à 1850.
De 1840 à 1850, il est membre du conseil d'administration du  New York Institution for the Blind (Institution pour les aveugles) de la 34e rue, qui est désormais le New York Institute for Special Education.
Il meurt le 10 juillet 1863, ses funérailles sont célébrées à la Trinity Church de Newport où il a sa résidence d'été. Il est enterré dans le cimetière de St. Luke in the Fields sur Hudson Street. Son corps est translaté dans le Trinity Church Cemetery de New-York, le 29 novembre 1899.
Moore était opposé à l'abolition de l'esclavage et a été propriétaire d'esclaves durant sa vie.

## Chelsea

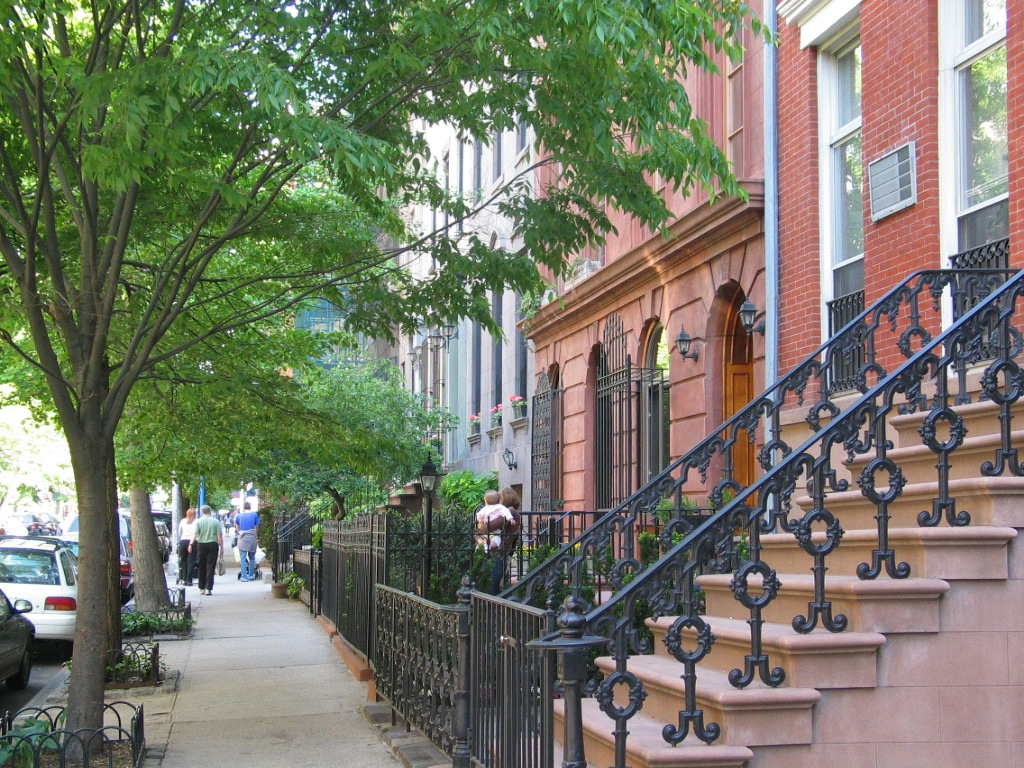
Maisons de ville à Chelsea : une grande partie de ce quartier de Manhattan a été construit sur le domaine de Moore

Le domaine de Chelsea était sur la cote ouest de l'île de Manhattan, plus haut que Houston Street, hors de la ville, en pleine campagne. La maison se situait à proximé des actuelles 21e rue et Neuvième Avenue, au centre d'un très vaste domaine.
D'abord propriété du Major Thomas Clarke, grand-père maternel de Clement Clarke Moore et vétéran britannique de la guerre de la Conquête. Il a donné à sa maison le nom d'un hôpital de Londres ayant servi pour les anciens combattants. À sa mort, sa fille, Charity Clarke Moore, hérite du domaine qu'elle laisse à son fils après sa mort.
Lorsque la ville de New-york a préparé l'extension de la ville en plan hippodamien dans le Commissioners' Plan de 1811, la nouvelle Neuvième Avenue devait passer au milieu de la propriété. Moore écrit et publie un pamphlet appelant les autres « propriétaires de biens immobiliers » à lutter contre le développement de la ville, qu'il considère comme une conspiration visant à accroître le clientélisme politique et à satisfaire la classe ouvrière.
Il conteste également l'établissement d'impôts pour payer les travaux publics, notamment pour la création des nouvelles rues, qu'il dénonce comme « une tyrannie que nul monarque en Europe n'oserait exercer ».
En dépit de ces protestations contre le développement urbain, Moore, avec les conseils de James N. Wells, charpentier responsable de la construction de Church of St. Luke in the Fields, morcele son domaine en lots le long de l'avenue pour les vendre aux nantis new-yorkais. Les servitudes indiquées sur les actes de vente spécifient les contraintes de construction de chaque lot – les étables ; fabriques ; commerces sont interdits – mais aussi, les détails architecturaux des immeubles. La plantation d'arbres est également nécessaire. Moore et Wells ont ainsi créer un quartier résidentiel de première classe.
Il donne son verger de pommiers au Diocèse de New York pour la construction d'un séminaire. Le General Theological Seminary, dont la construction a commencé en 1827, s'élève toujours entre la 20e et la 21e rue et entre les Neuvième et la Dixième Avenues.
Dix ans plus tard, Moore donne à nouveau des terres pour la construction de St. Peter's Episcopal Church (Manhattan) (en).
Aujourd'hui, le quartier de Manhattan qui a émergé de la propriété ancestrale de Moore s'appelle toujours Chelsea.

## Famille
Benjamin Moore (1748 – 1816), père de Clement Clarke Moore, est le fils de Samuel Moore et Sarah Fish Moore et l'arrière petit-fils de John Moore, le premier Independent autorisé en Nouvelle-Angleterre. Il a été le deuxième évêque épiscopal de New York.
Charity Clarke, mère de Clement Clarke Moore, est la fille du major Thomas Clarke, vétéran britannique de la guerre ayant opposé les Treize colonies et la Nouvelle-France pour la domination de l'Amérique du Nord. Jeune fille, Charity a écrit des lettres à ses cousins anglais qui ont été conservées par l'Université Columbia. Elle y exprime son dédain pour les politiques de la monarchie anglaise et son patriotisme en des jours pré-révolutionnaires.
Catharine Elizabeth Taylor, épouse de Clement Clarke Moore, a des ascendances anglaises et hollandaise. Elle est une descendante directe de la famille Van Cortlandt, importants propriétaires fonciers de la vallée de l'Hudson.
Mary C. Moore Ogden, fille de Clement Clarke Moore, a réalisé les illustrations des poèmes de son père.

## A Visit from St. Nicholas

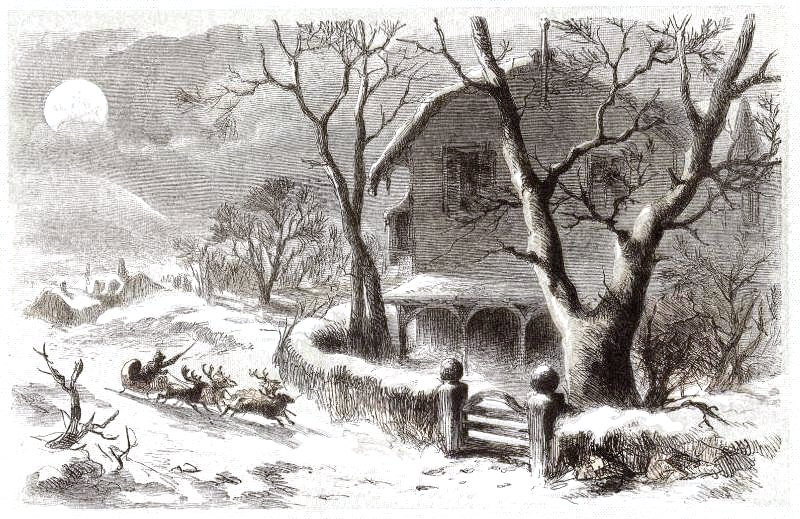
A Visit From Saint Nicholas illustré par F. O. C. Darley - 1862

Le poème de Noël A Visit from St. Nicholas est publié anonymement pour la première fois le 23 décembre 1823, dans le quotidien de Troy, le Sentinel.
Selon l'attribution communément acceptée, Clement Clarke Moore, professeur de littératures orientale et grecque et théologien universitaire à New York, aurait écrit le poème entre 1821 et 1822. Il aurait eu l'intention de distraire ses six enfants, pendant la soirée du réveillon de Noël, avec une histoire à propos de saint Nicholas, après une promenade en traîneau,. Il semble que la poésie était destinée à rester - selon les intentions de Moore – du domaine strictement privé.
Une amie de Moore, Miss Harriet, résidente de Troy, dans l'État de New York, en visite dans la famille Moore pour la saison des fêtes, aurait copié le poème. L'année suivante, elle l'envoie - sans le consentement de l'auteur – à Orville L. Holly, éditeur du journal local, le Troy Sentinel.
En 1837, Charles Fenno Hoffman (en), rédacteur en chef du The New-York Book of Poetry attribue le poème à son ami, Clement Clarke Moore,.
En 1844, sur l'insistance de ses enfants, Moore publie le poème dans son livre Poems,.
C'est seulement en 1859, soit 26 ans après la publication anonyme de A Visit from St. Nicholas dans le Sentinel de Troy, que la famille de Henry Livingston Junior, mort en 1828, découvre que Moore est reconnu comme auteur du poème que les enfants d'Henry attestent avoir entendu lu par leur père en 1807.